# Mikul z Jevišovic
Mikul z Jevišovic (před 1299 – po 1314) byl moravský šlechtic z jevišovické větve rodu pánů z Kunštátu.

## Život
Narodil se jako syn Bočka I. z Jevišovic někdy před rokem 1299. 
V pramenech se poprvé a naposledy objevil v roce 1314, kdy spolu s bratrem Sezemou svědčil na otcově listině potvrzující, že Anežka z Baumgartenu prodala Ottovi z Kaje majetek v Havraníkách. Předpokládá se, že Mikul brzy na to zemřel.